# Flesjane
Flesjane est une île norvégienne du comté de Hordaland appartenant administrativement à Samnanger.

## Description
Rocheuse et couverte d'une légère végétation, à fleur d'eau, elle s'étend sur environ 75 m de longueur pour une largeur approximative de 31 m. 